# Поломское сельское поселение (Кирово-Чепецкий район)
Поломское сельское поселение — муниципальное образование в составе Кирово-Чепецкого район Кировской области России.
Административный центр — село Полом.

## История
Поломское сельское поселение образовано 1 января 2006 года согласно Закону Кировской области от 07.12.2004 № 284-ЗО.

## Население
| 2010  | 2012  | 2013  | 2014  | 2015  | 2016  | 2017  |
| ----- | ----- | ----- | ----- | ----- | ----- | ----- |
| 1126  | ↗1146 | ↗1155 | ↘1109 | ↘1093 | ↘1080 | ↗1087 |
| 2018  | 2019  | 2020  | 2021  |       |       |       |
| →1087 | ↘1065 | ↘1058 | ↘817  |       |       |       |

## Состав сельского поселения
| №  | Населённый пункт | Тип населённого пункта       | Население |
| -- | ---------------- | ---------------------------- | --------- |
| 1  | Большой Перелаз  | деревня                      | 1         |
| 2  | Ванихинцы        | деревня                      | 22        |
| 3  | Гостево          | деревня                      | 42        |
| 4  | Заберезник       | деревня                      | 0         |
| 5  | Ключи            | деревня                      | 5         |
| 6  | Кузики           | деревня                      | 15        |
| 7  | Летовцы          | деревня                      | 19        |
| 8  | Маклаки          | деревня                      | 1         |
| 9  | Максаки          | деревня                      | 53        |
| 10 | Малый Перелаз    | деревня                      | 6         |
| 11 | Мусники          | деревня                      | 0         |
| 12 | Полом            | село, административный центр | ↗926      |
| 13 | Поломская        | деревня                      | 36        |
| 14 | Поповка          | деревня                      | 0         |
| 15 | Салтыки          | деревня                      | 0         |
| 16 | Седуны           | деревня                      | 0         |